# Iron River (Michigan)
Iron River ist eine Kleinstadt (mit dem Status „City“) im Iron County im US-amerikanischen Bundesstaat Michigan. Das U.S. Census Bureau hat bei der Volkszählung 2020 eine Einwohnerzahl von 3.007 ermittelt.

## Geografie
Iron River liegt im Westen der Oberen Halbinsel Michigans beiderseits des Iron River, der über den Brule River und den Menominee River zum Einzugsgebiet des Michigansees gehört. Die Grenze zu Wisconsin liegt 12 km südlich.
Die geografischen Koordinaten von Iron River sind 46°05′34″ nördlicher Breite und 88°38′32″ westlicher Länge. Das Stadtgebiet erstreckt sich über eine Fläche von 17,51 km².
Benachbarte Orte von Iron River sind Caspian (an der südlichen Stadtgrenze), Gaastra (6,5 km südöstlich) und Crystal Falls (25 km östlich).
Die nächstgelegenen größeren Städte sind Sault Ste. Marie in der kanadischen Provinz Ontario (405 km ostnordöstlich, gegenüber von Sault Ste. Marie, Michigan), Green Bay in Wisconsin am Michigansee (226 km südlich), Wisconsins Hauptstadt Madison (418 km südsüdwestlich), Wausau in Wisconsin (191 km südwestlich), die Twin Cities in Minnesota (442 km westsüdwestlich) und Duluth am Oberen See in Minnesota (306 km westnordwestlich).

## Verkehr
Der U.S. Highway 2 führt in West-Ost-Richtung als Hauptstraße durch Iron River. Im weiteren Verlauf führen beide Highways gemeinsam in südlicher Richtung aus der Stadt heraus. Die Michigan State Highways 73 und 189 haben ihren jeweiligen nördlichen Endpunkt in Iron River. Alle weiteren Straßen sind untergeordnete Landstraßen, teils unbefestigte Fahrwege oder innerörtliche Verbindungsstraßen.
Mit dem Stambaugh Airport befindet sich im südlichen Stadtteil Stambaugh ein kleiner Flugplatz. Der 38 km ostsüdöstlich gelegene Iron County Airport ist der nächste Regionalflughafen.

## Bevölkerung
Nach der Volkszählung im Jahr 2010 lebten in Iron River 3029 Menschen in 1446 Haushalten. Die Bevölkerungsdichte betrug 173 Einwohner pro Quadratkilometer. In den 1446 Haushalten lebten statistisch je 2,02 Personen.
Ethnisch betrachtet setzte sich die Bevölkerung zusammen aus 96,3 Prozent Weißen, 0,2 Prozent Afroamerikanern, 1,2 Prozent amerikanischen Ureinwohnern, 0,3 Prozent Asiaten, 0,1 Prozent Polynesiern sowie 0,2 Prozent aus anderen ethnischen Gruppen; 1,7 Prozent stammten von zwei oder mehr Ethnien ab. Unabhängig von der ethnischen Zugehörigkeit waren 1,9 Prozent der Bevölkerung spanischer oder lateinamerikanischer Abstammung.
19,6 Prozent der Bevölkerung waren unter 18 Jahre alt, 55,7 Prozent waren zwischen 18 und 64 und 24,7 Prozent waren 65 Jahre oder älter. 53,0 Prozent der Bevölkerung waren weiblich.
Das mittlere jährliche Einkommen eines Haushalts lag bei 27.759 USD. Das Pro-Kopf-Einkommen betrug 18.391 USD. 24,6 Prozent der Einwohner lebten unterhalb der Armutsgrenze.

## Söhne und Töchter von Iron River
- Nick Baumgartner (* 1981), Snowboarder
- Dan Benishek (1952–2021), republikanischer Abgeordneter des US-Repräsentantenhauses
- Joel Mason (1912–1995), American-Football-Spieler und Basketballtrainer